# 기독교인민당 (노르웨이)
기독교민주당(보크몰: Kristelig Folkeparti, 뉘노르스크: Kristeleg Folkeparti, KrF)은 노르웨이의 중도주의 정당이다.